# Olga Zajárova
Olga Zajárova –en ucraniano, Ольга Захарова– (Járkov, URSS, 3 de mayo de 1973) es una deportista ucraniana que compitió en escalada, especialista en la prueba de velocidad.
Ganó una medalla de oro en el Campeonato Mundial de Escalada de 1999 y una medalla de plata en el Campeonato Europeo de Escalada de 2002.

## Palmarés internacional
| Campeonato Mundial | Campeonato Mundial       | Campeonato Mundial | Campeonato Mundial |
| Año                | Lugar                    | Medalla            | Prueba             |
| ------------------ | ------------------------ | ------------------ | ------------------ |
| 1999               | Birmingham (Reino Unido) | Medalla de oro     | Velocidad          |
| Campeonato Europeo |                          |                    |                    |
| Año                | Lugar                    | Medalla            | Prueba             |
| 2002               | Chamonix (Francia)       | Medalla de plata   | Velocidad          |